# 三数野海棠
三数野海棠（学名：Bredia amoena var. trimera）是野牡丹科野海棠属秀丽野海棠的变种。分布于中国大陆的广西等地，一般生长在山间密林下，目前尚未由人工引种栽培。